# نجمة ذات خمس فروع

نجمة خماسية.

النجمة الخماسية (☆) هي رمز مشهور جداً في أنحاء العالم. هندسياً، إذا رسمت بأضلاع متساوية الطول ستكون زاوية كل رأس من رؤوسها مساوية 36°.
يطلق عليها أحياناً اسم النجمة الذهبية، تسخدم هذه النجمة بكثرة في السحر والأساطير. كما من أشهر استخداماتها هو في أعلام الدول والرتب العسكرية في الجيش.

## أعلام
الكثير من الدول تضع نجمة خماسية في أعلامها.

علم باكستان
علم تشيلي
علم نيوزيلاندا
علم المغرب
علم إثيوبيا
علم الصين
علم الإتحاد الأوروبي
علم الفلبين
علم سنغافورة
علم تركيا
علم الولايات المتحدة الأمريكية
علم الصومال
علم البوسنة والهرسك
علم كوريا الشمالية
علم فيتنام
علم بنما
علم غرينادا
علم جزر السولومون
علم الجزائر
علم أستراليا
علم سوريا
جمهورية اليمن الديمقراطية الشعبية
اتحاد الجنوب العربي